# Robert Taylor (Schauspieler, 1963)
Robert John Taylor OAM (* 12. November 1963 in Melbourne) ist ein australischer Schauspieler.

## Leben
Er ist bekannt für seine Rolle in Vertical Limit, als Agent Jones im Film Matrix sowie durch die Fernsehreihe The Feds – Das Elitekommando. Ebenso spielt er in dem australischen Horrorfilm Rogue – Im falschen Revier mit und hat eine kleinere Rolle in dem Videospiel The Matrix: Path of Neo. Robert Taylor ist seit 1988 im Fernsehen zu sehen und wird in seiner Heimat als bekannter Schauspieler geführt. Er war in Satisfaction und Killing Time in größeren Gastrollen zu sehen.
Von 2012 bis 2017 spielte er die Titelrolle in der Krimiserie Longmire, die zunächst beim US-amerikanischen Kabelsender A&E lief, später aber von Netflix übernommen wurde. Dies war seine erste große US-Fernsehrolle.

## Filmografie
- 1988: Die fliegenden Ärzte (The Flying Doctors, Fernsehserie, Episode 3x15)
- 1988: Vater gibt nicht auf (Danger Down Under, Fernsehfilm)
- 1988: Zeit des Grauens (Something Is Out There, Fernsehfilm)
- 1989: Home and Away (Fernsehserie)
- 1992–1993: The Feds – Das Elitekommando (The Feds, Fernsehreihe)
- 1999: Blue Heelers (Fernsehserie, 2 Episoden)
- 1999: Matrix
- 2000: Muggers – Auf Herz und Nieren (Muggers)
- 2000: Ballykissangel (Fernsehserie, 8 Episoden)
- 2000: Vertical Limit
- 2001: The Hard Word
- 2003: Gesetzlos – Die Geschichte des Ned Kelly (Ned Kelly)
- 2004: The Mystery of Natalie Wood
- 2005: Hercules (Miniserie)
- 2007: Rogue – Im falschen Revier (Rogue)
- 2007: Storm Warning
- 2008: Long Weekend
- 2009: Coffin Rock
- 2011: Underbelly Files: Tell Them Lucifer was Here (Fernsehfilm)
- 2012–2017: Longmire (Fernsehserie)
- 2015: Focus
- 2018: Meg (The Meg)
- 2024: Territory (Fernsehserie, 6 Folgen)